# Arena en los bolsillos (álbum)
Arena en los bolsillos es el primer álbum de estudio del cantautor español Manolo García como solista. Fue grabado en los estudios The Town House Studios (Londres) entre febrero y marzo de 1998, y lanzado al mercado el 4 de mayo de 1998. Contiene doce canciones inéditas, una versión libre del tema Carbón y ramas secas y la versión instrumental de Pájaros de barro. Hasta la fecha ha vendido alrededor de 900 000 copias.
Gracias a este disco, el cantautor Manolo García fue galardonado con los Premios Amigo 1998, al mejor solista masculino y al mejor álbum español, en la segunda edición de los galardones de la Asociación Fonográfica y Videográfica Española (AFYVE).
En 1999 se publicó una caja de seis discos que incluía los seis sencillos del disco, además de las letras de sus canciones, canciones en directo, rarezas musicales, fotos inéditas, un póster e ilustraciones creadas por el propio Manolo García.
En 2007 se publicó una edición del disco en formato digipak. En junio de 2015 Sony Music España publicó una edición en formato doble vinilo.

## Lista de canciones
Edición CD

Todas las canciones escritas y compuestas por M. García García-Pérez, excepto «La sombra de una palmera» música por M. García García-Pérez, Pedro Javier González y Nacho Lesko. 
| N.º | Título                                             | Duración |  |
| 1.  | «Prefiero el trapecio»                             | 4:56     |  |
| 2.  | «Carbón y ramas secas»                             | 4:43     |  |
| 3.  | «Del bosque de tu alegría»                         | 4:30     |  |
| 4.  | «Pájaros de barro»                                 | 4:06     |  |
| 5.  | «Sobre el oscuro abismo en que te meces»           | 4:28     |  |
| 6.  | «A quien tanto he querido»                         | 3:44     |  |
| 7.  | «Como quien da un refresco»                        | 4:38     |  |
| 8.  | «Zapatero»                                         | 4:56     |  |
| 9.  | «A San Fernando, un ratito a pie y otro caminando» | 3:47     |  |
| 10. | «La llanura»                                       | 3:25     |  |
| 11. | «Viernes»                                          | 3:37     |  |
| 12. | «La sombra de una palmera»                         | 4:09     |  |
| 13. | «Carbón y ramas secas» (Versión 2)                 | 5:30     |  |
| 14. | «Pájaros de barro» (Instrumental)                  | 4:04     |  |

Edición En línea (iTunes)
| N.º | Título                                             | Duración |  |
| 1.  | «Prefiero el trapecio»                             | 4:56     |  |
| 2.  | «Carbón y ramas secas»                             | 4:43     |  |
| 3.  | «Del bosque de tu alegría»                         | 4:30     |  |
| 4.  | «Pájaros de barro»                                 | 4:06     |  |
| 5.  | «Sobre el oscuro abismo en que te meces»           | 4:28     |  |
| 6.  | «A quien tanto he querido»                         | 3:44     |  |
| 7.  | «Como quien da un refresco»                        | 4:37     |  |
| 8.  | «Zapatero»                                         | 4:57     |  |
| 9.  | «A San Fernando, un ratito a pie y otro caminando» | 3:47     |  |
| 10. | «La llanura»                                       | 3:25     |  |
| 11. | «Viernes»                                          | 3:37     |  |
| 12. | «La sombra de una palmera»                         | 4:09     |  |
| 13. | «Carbón y ramas secas» (Versión 2)                 | 5:30     |  |
| 14. | «Pájaros de barro» (Instrumental)                  | 4:07     |  |

Edición doble vinilo
| Disco 1 · Cara A |                            |          |  |
| N.º              | Título                     | Duración |  |
| 1.               | «Prefiero el trapecio»     | 4:56     |  |
| 2.               | «Carbón y ramas secas»     | 4:42     |  |
| 3.               | «Del bosque de tu alegría» | 4:30     |  |

| Disco 1 · Cara B |                                          |          |  |
| N.º              | Título                                   | Duración |  |
| 1.               | «Pájaros de barro»                       | 4:06     |  |
| 2.               | «Sobre el oscuro abismo en que te meces» | 4:26     |  |
| 3.               | «A quien tanto he querido»               | 3:44     |  |
| 4.               | «Como quien da un refresco»              | 4:38     |  |

| Disco 2 · Cara A |                                                    |          |  |
| N.º              | Título                                             | Duración |  |
| 1.               | «Zapatero»                                         | 4:55     |  |
| 2.               | «A San Fernando, un ratito a pie y otro caminando» | 3:47     |  |
| 3.               | «La llanura»                                       | 3:25     |  |
| 4.               | «Viernes»                                          | 3:37     |  |

| Disco 2 · Cara B |                                    |          |  |
| N.º              | Título                             | Duración |  |
| 1.               | «La sombra de una palmera»         | 4:09     |  |
| 2.               | «Carbón y ramas secas» (Versión 2) | 5:30     |  |
| 3.               | «Pájaros de barro» (Instrumental)  | 4:05     |  |